# Atlantis The Palm (Dubaj)
Az Atlantis The Palm egy ötcsillagos luxushotel Dubajban, a Palm Jumeirah mesterséges szigeten. Ez volt az első épület, mely felépült a mesterséges szigeten. Témája a legendás Atlantisz, bár a stílusjegyeiben arab motívumok is fellelhetőek.
A hotel 23 emeletes és összesen 1539 szobával rendelkezik.
Ezen kívül még megtalálható itt 23 étterem és egy 11 millió literes akvárium is 65 ezer különféle tengeri hallal. A bálteremnél az akvárium üvegfala 77 cm vastagságú.
A hotel személyzete mintegy 3500 fő, 82 nemzetből, összesen 102 beszélt nyelvvel.

## Megközelítése
Szárazföldről megközelíthető a Palm Jumeirah Monorail vonalon. A szárazföldi végállomáson átszállási lehetőség van a Dubaji metróra.

## Képek

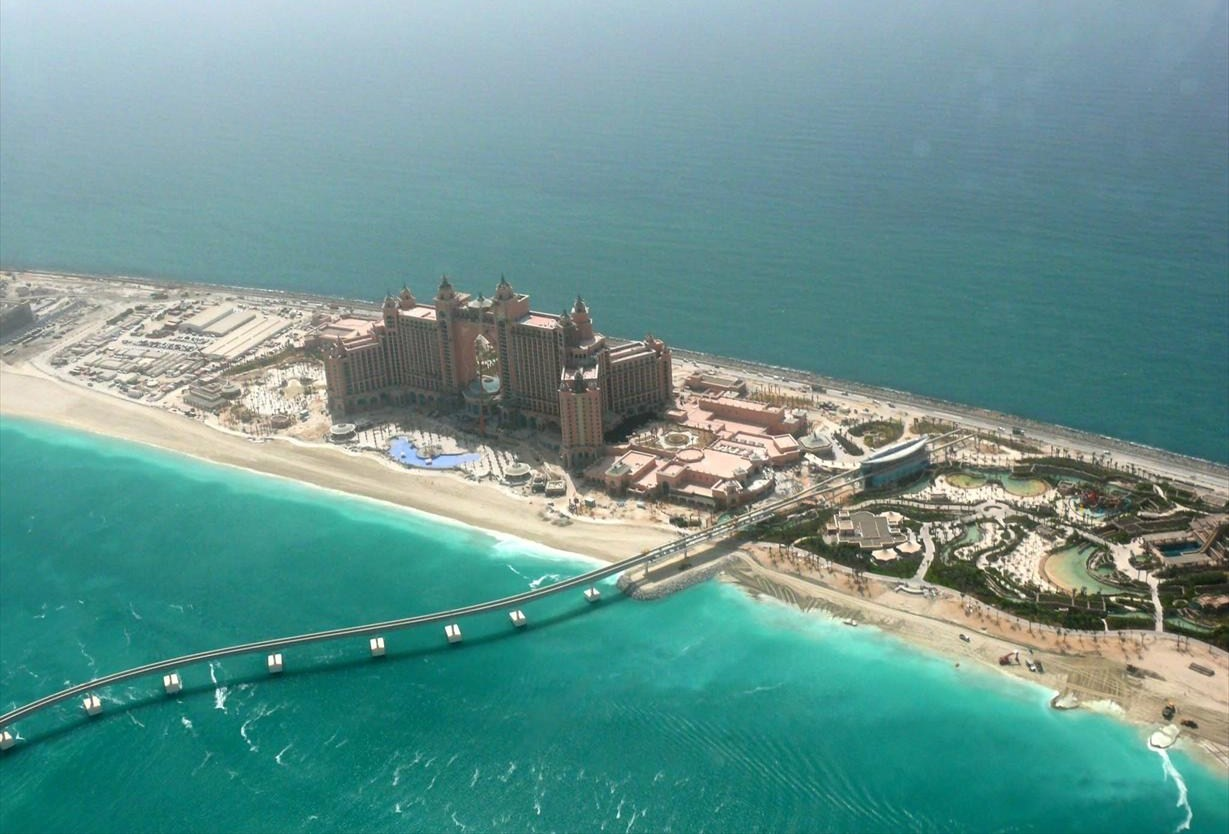
A hotel a levegőből
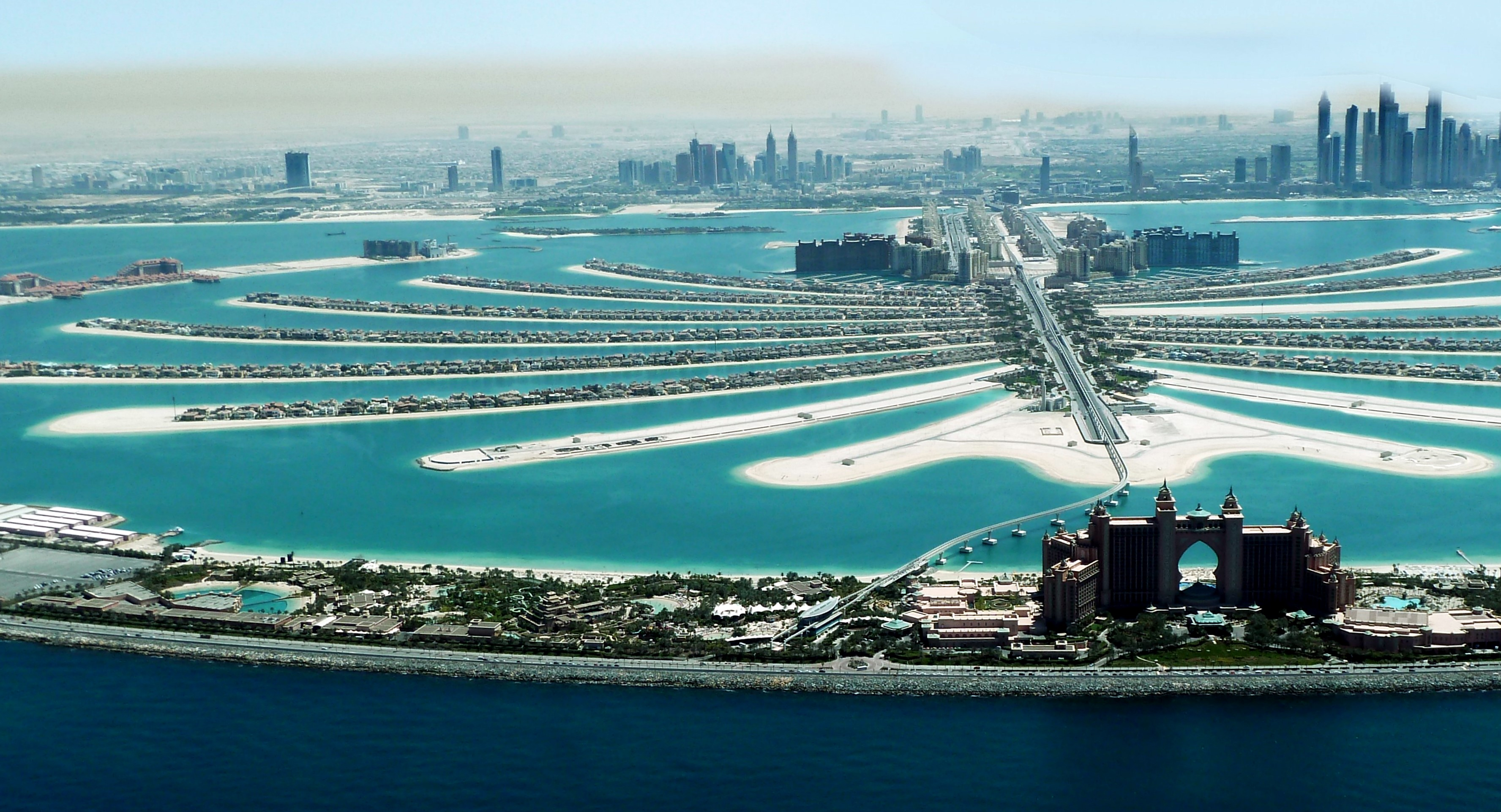
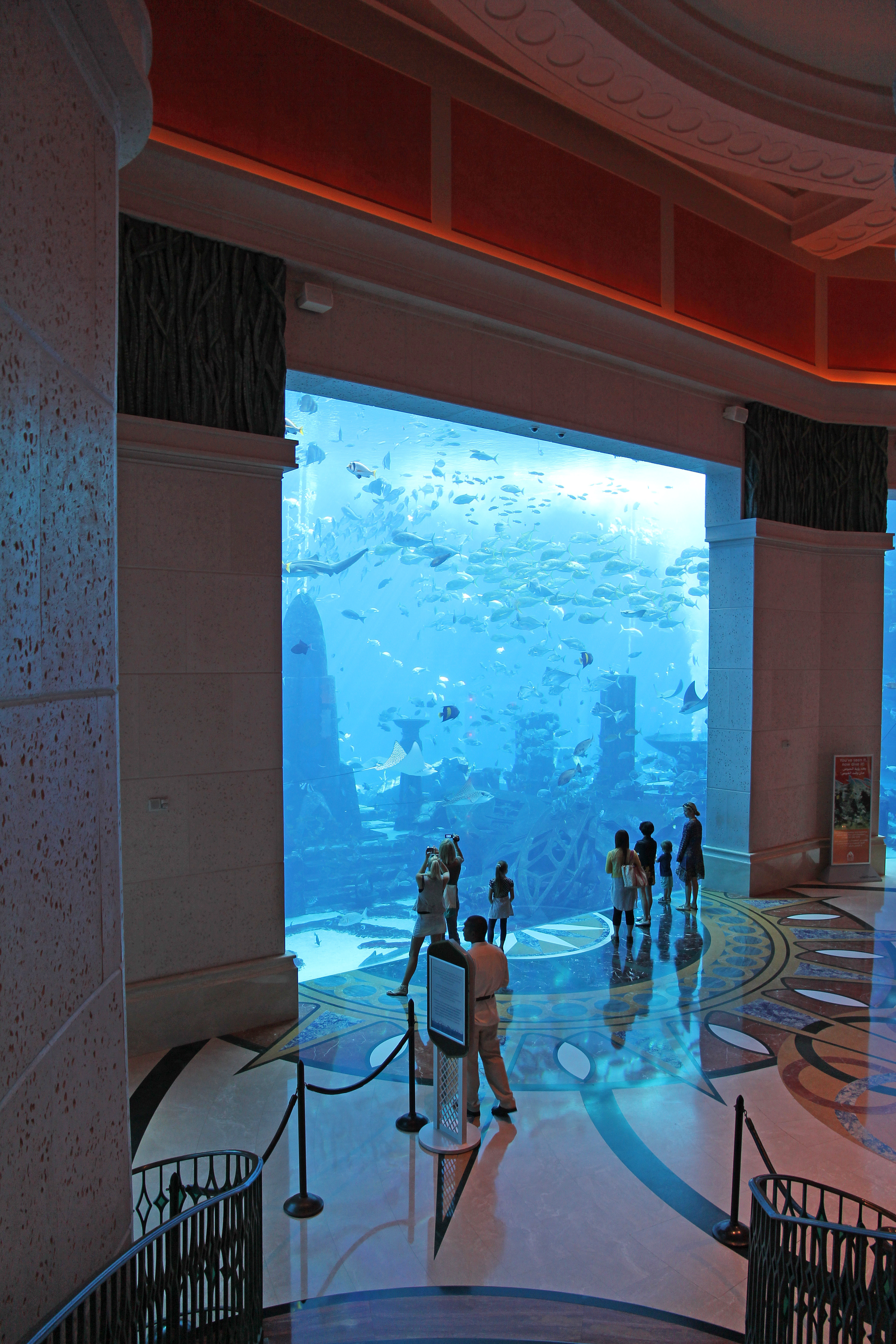